# Sam Peckinpah
David Samuel "Sam" Peckinpah, född 21 februari 1925 i Fresno, Kalifornien, död 28 december 1984 i Inglewood, Kalifornien, var en amerikansk filmregissör och manusförfattare.

## Biografi
Peckinpah arbetade till att börja med som regissör inom teatern. Från slutet av 1950-talet skrev han manus bland annat till TV-serien Krutrök.
I början på 1960-talet började han som filmregissör, främst av vilda västern-filmer. Hans filmer är ofta våldsamma actionfilmer som var nyskapande i sin genre (de inspirerade bland andra regissören John Woo). En av hans kända filmer är Straw Dogs. Med Det vilda gänget, Peckinpahs mest kända film, blev han en av de första regissörer som använde slowmotion i en spelfilm, och bidrog därmed till att denna teknik blev vanlig i filmvärlden.
Peckinpah hade alkohol- och drogproblem under stora delar av sitt yrkesliv.

## Filmografi (i urval)
- 1961 – Hämnaren från Gila City
- 1962 – De red efter guld
- 1965 – Sierra Charriba
- 1969 – Det vilda gänget
- 1970 – Balladen om Cable Hogue
- 1971 – Straw Dogs
- 1972 – Junior Bonner
- 1972 – Getaway - rymmarna
- 1973 – Pat Garrett och Billy the Kid
- 1974 – Jakten på Alfredo Garcias huvud
- 1975 – Killer Elite - Mördargänget
- 1976 – Järnkorset
- 1978 – Konvoj
- 1983 – Osterman Weekend